# Киргизский хребет
Кирги́зский хребе́т, Кирги́зский Алата́у (кирг. Кыргыз Ала-Тоо, каз. Қырғыз Алатауы) — горный хребет на территории Кыргызстана и Казахстана, ограничивающий с юга Чуйскую долину и пустыню Мойынкум.

## Описание
Киргизский хребет — один из горных хребтов внутреннего Тянь-Шаня на территории Кыргызстана, частично на территории соседнего Казахстана. Хребет был нанесен на карты русскими исследователями в середине XIX века и был назван Александровский хребет в честь российского императора Александра II. В 1933 году постановлением ВЦИК Александровский хребет был переименован в Киргизский хребет.
Длина хребта — 375 км. Протягивается с востока на запад от Боомского ущелья до города Тараз. Наибольшая высота — 4875 м (пик Западный Аламедин).
В предгорьях средняя температура января 5—6°С, среднегодовое количество осадков 300 мм. Лето умеренно тёплое, в высокогорье — прохладное, холодное.
Сложен преимущественно осадочными и метаморфическими породами, порфиритами, гранитами. Северный склон более пологий и длинный, чем южный, который продолжает русло реки Чу. Полупустыни на почвах сероземного типа простираются до высоты 1100—1200 м. На склонах до высоты 2500 м — степи, леса (ель, арча) с горными тёмно-каштановыми почвами и чернозёмами, выше — субальпийские и альпийские луга. С высоты 3700 м — снежники и ледники (общая площадь оледенения 223 км²). В предгорьях развито поливное земледелие, склоны используются как летние пастбища хозяйствами Казахстана и Кыргызстана.
В центральной части хребта на высоте 3180 метров над уровнем моря расположен перевал Тоо-Ашуу. Через перевал проходит автомобильная дорога Бишкек-Ош, являющаяся стратегически важной артерией, соединяющей юг и север Кыргызстана.

## Вершины
- Пик Айтматова

Наиболее мощные — Алаарчинский и Джиламышский отроги, от них отходят различные более низкие отроги. От Алаарчинского отрога отходят Аксайский и Байчечекейский отроги; Джиламышский отрог даёт два ответвления — Джылыш и Электро. Для многих пиков региона данные по высоте разнятся; считается, что результаты измерений в советское время зачастую были завышены. 
Район Ала-Арчинского ущелья (Аксайская подкова)
- Пик Пионер (4050 м)
- Пик Комсомолец (4134 / 4204 м)
- Пик Павлика Морозова (4200 / 4241 м)
- Пик Олега Кошевого (4273 / 4300 м)
- Пик Учитель (4527 / 4540 м)
- Пик Байчичикей (Байчечекей; 4515 / 4516 м)
- Пик Рацека (3972 / 3980 м)
- Пик Бокс (4200 / 4293 м)
- Пик Значкистов (3871 м)
- Пик Симонова (4314 м)
- Пик Теке-Тор (4424 / 4441 / 4479 м)
- Пик Ак-Тоо (4612 / 4620 / 4640 м)
- Пик Свободной Кореи (4740 / 4777 м, Северная стена имеет перепад высот 900 м и сложнейшие маршруты в регионе).
- Пик Байлян-Баши (4700 / 4737 м)
- Пик Космонавтов (4368 / 4679 м)
- Пик Двурогая (4380 / 4814 м)
- Пик Корона (4850 / 4867 м; I и VI башни — 4840 м, IV и V башни — 4850 м)
- Пик Корона Западная (4300 м)
- Пик Изыскатель (4400 / 4570 м)
- Пик Семёнова Тян-Шанского (4875 / 4895 м), наивысшая точка Киргизского хребта.
- Пик Скрябина Северный (4736 м)
- Пик Скрябина Южный (4753 м)
- Пик Кургактор (4502 м)
- Пик Фрунзе (4237 / 4245 м)
- Пик Лермонтова (4855 м)
- Пик Белый (4653 м)
- Пик Симагина (4400 м)
- Пик Трезубец (4380 м)
- Пик Перо (4049 м)
- Каратоо (4568 м)
- Кызылтоо (4574 м)
- Бешташ
- Пик Алтын-Торбаши (4434 м)
- Пик Фестивальная (4519 м)
- Пик Грязнова (4425 м)
- Пик Тарановой (4317 м)
- Пятизубец (?)

Джиламышский отрог, участок между главным хребтом и отрогом Джылыш 
- Улартау (4100 м)
- Мынджылки-баши (4115 м)
- Сыпучая (4036 м)
- Озёрная (4089 м)
- Самолёт (4115 м)
- Узловая (4150 м)

Отрог Электро
- Пик Адыгене (4404 м)
- Пик Электро (4090 м)
- Пик Панфилова (4300 м)
- Пик 30 лет ВЛКСМ (4250 м)
- Джиламыш-Баши (Джаламыш; 4150 м)

Джылышский отрог 
- Пик Смена (4200 м)
- Пик Саватор-баши (Соватор; 4200 м)
- Пик Шубина (4150 / 4200 м)
- Пик Кирова (4200 м)
- Пик Спартакиады (4100 м)

участок между Джиламышским и Аксайским отрогами
- Пик Манас (4324 / 4370 м)
- Пик Алаарча (4000 / 4068 м)
- Пик Угловой
- Пик Клюв (4281 / 3920 м)
- Пик Студентов (4100 / 4279 м)
- Пик Забор (4281 м)
- Пик Медик (4420 / 4526 м)
- Пик Забор (4281 м)
- Пик Робсона (4200 м)
- Пик Кельдо-чоку (4030 / 4050 м)
- Пик Токтогул (4350 / 4361 / 4460 м)
- Пик Логвиненко (4361 / 4410 м)
- Пик Ак-Дувал (4410 / 4421 м)
- Пик Сусамыр (4367 м)
- Пик Малыш (4389 м)